# Only a Flower Girl
Only a Flower Girl è un cortometraggio muto del 1914 diretto da Warwick Buckland.

## Produzione
Il film fu prodotto dalla Hepworth.

## Distribuzione
Distribuito dalla Hepworth, il film - un cortometraggio di 229 metri - uscì nelle sale cinematografiche britanniche nel giugno 1914.
Si conoscono pochi dati del film che, prodotto dalla Hepworth, fu distrutto nel 1924 dallo stesso produttore, Cecil M. Hepworth. Fallito, in gravissime difficoltà finanziarie, il produttore pensò in questo modo di poter almeno recuperare il nitrato d'argento della pellicola.